# چاکانی
چاکانی (به مجاری:  Csákány) یک منطقهٔ مسکونی در مجارستان است که در ناحیه مارتسالی واقع شده‌است. چاکانی ۱۶٫۰۹ کیلومتر مربع مساحت و ۲۲۹ نفر جمعیت دارد.